# 도쿠가와 이에노부
도쿠가와 이에노부(일본어: 徳川家宣, 1662년 6월 11일 - 1712년 11월 12일)는 일본 에도 막부 제6대 쇼군(재위 1709년 - 1712년)이다. 3대 쇼군인 도쿠가와 이에미쓰의 손자이자 5대 쇼군 도쿠가와 쓰나요시의 조카로, 1709년 쓰나요시가 후사 없이 세상을 떠나자 쇼군직을 이었다. 아명은 도라마쓰(虎松), 초명은 쓰나토요(綱豊)이다.

## 생애
1662년 6월 11일(간분(寛文)2년 4월 25일) 에도 네즈(根津)의 저택에서 출생하였다. 부친은 고후(甲府) 번의 번주이자 재상인 도쿠가와 쓰나시게이며, 모친은 조쇼인이다. 장남이었으나 당시 19세였던 쓰나시게가 정식으로 혼인하기 전 하녀 신분인 26세의 조쇼인과의 사이에서 낳은 서자였던 탓에 가신 신미 마사노부에게 맡겨져 신미 사콘(新見左近)이라는 이름을 받고 그의 양자로 성장하였다. 생모 조쇼인은 1664년 사망하였다.
부친 쓰나시게에게 남자 후계자가 태어나지 않자 9세 때 정식으로 인정을 받고 1676년 관례를 치른 뒤 백부이자 4대 쇼군인 도쿠가와 이에쓰나로부터 편휘(偏諱)를 하사받아 쓰나토요(綱豊)가 되었다. 1678년 쓰나시게가 사망하자 17세의 나이로 25만 석 번주의 자리를 계승한 뒤 조모인 준쇼인의 보살핌을 받았다.
1680년 쇼군 이에쓰나가 후계자 없이 중태에 빠지자 이에쓰나의 동생 고즈케 다테바야시번주 도쿠가와 쓰나요시와 함께 강력한 쇼군 후보자가 되었다. 그러나 중신 홋타 마사토시가 3대 쇼군 이에미쓰의 핏줄에 더 가까운 쓰나요시를 강력하게 추천하면서 쇼군 자리에서 탈락하고 쓰나요시가 5대 쇼군으로 취임하였다. 이후 쓰나요시마저 남자 후계자가 없자 쓰나요시의 사위인 도쿠가와 쓰나노리와 다시 후계자 경쟁을 벌였으나 쓰나노리가 요절하면서 1704년 쓰나요시의 정식 상속인으로 인정받고 이에노부(家宣)로 개명한 뒤 에도성 니시노마루(西の丸)에 거처하였다.
1709년 쓰나요시가 사망하자 48세의 나이에 6대 쇼군으로 취임하였다. 취임하자마자 선대의 악명 높은 살생금지령을 폐지하여 백성들로부터 많은 인기와 기대를 얻었다. 또한 쓰나요시의 총신(寵臣) 야나기사와 요시야스를 면직한 뒤 고후 시절의 가신들인 마나베 아키후사, 아라이 하쿠세키 등을 등용하여 문치(文治) 정치를 한층 강화하였다. 악화되는 바쿠후의 재정을 염려하여 재정 개혁을 추진했으나 재위 3년 만인 1712년 11월 12일 51세의 나이로 사망하였다.
묘소는 도쿄 미나토구(港区)의 조조지(増上寺)에 있다.

## 용모
혈액형은 O형이고 유골 조사를 해서 나온 신장은 당시의 일본인은 평균키보다 약간 높은 160cm이다.

## 자녀
- 정실 덴에이인(天英院) : 고노에 히로코(近衛熙子)
  - 장녀 도요히메(豊姫)
  - 장남 무게쓰인(夢月院)
- 측실 호신인(法心院) : 오코무노가타(お古牟の方)
  - 차남 이에치요(家千代)
- 측실 겟코인(月光院) : 오키요노가타(お喜世の方)
  - 사남 도쿠가와 이에쓰구(徳川家継) : 7대 쇼군
- 측실 렌조인(蓮浄院) : 오스메노가타(お須免の方)
  - 삼남 다이고로(大五郎)
  - 5남 도리키치(虎吉)
- 측실 혼코인(本光院) : 斎宮

그 외
- 양녀 마사히메(政姫) : 고노에 이에히로(近衛家熙)의 딸